# Grått ordensfly
Grått ordensfly (Minucia lunaris) är en fjärilsart som beskrevs av Ignaz Schiffermüller 1775. Grått ordensfly ingår i släktet Minucia och familjen nattflyn. Arten är tillfälligt reproducerande i Sverige. Inga underarter finns listade i Catalogue of Life.

## Bildgalleri

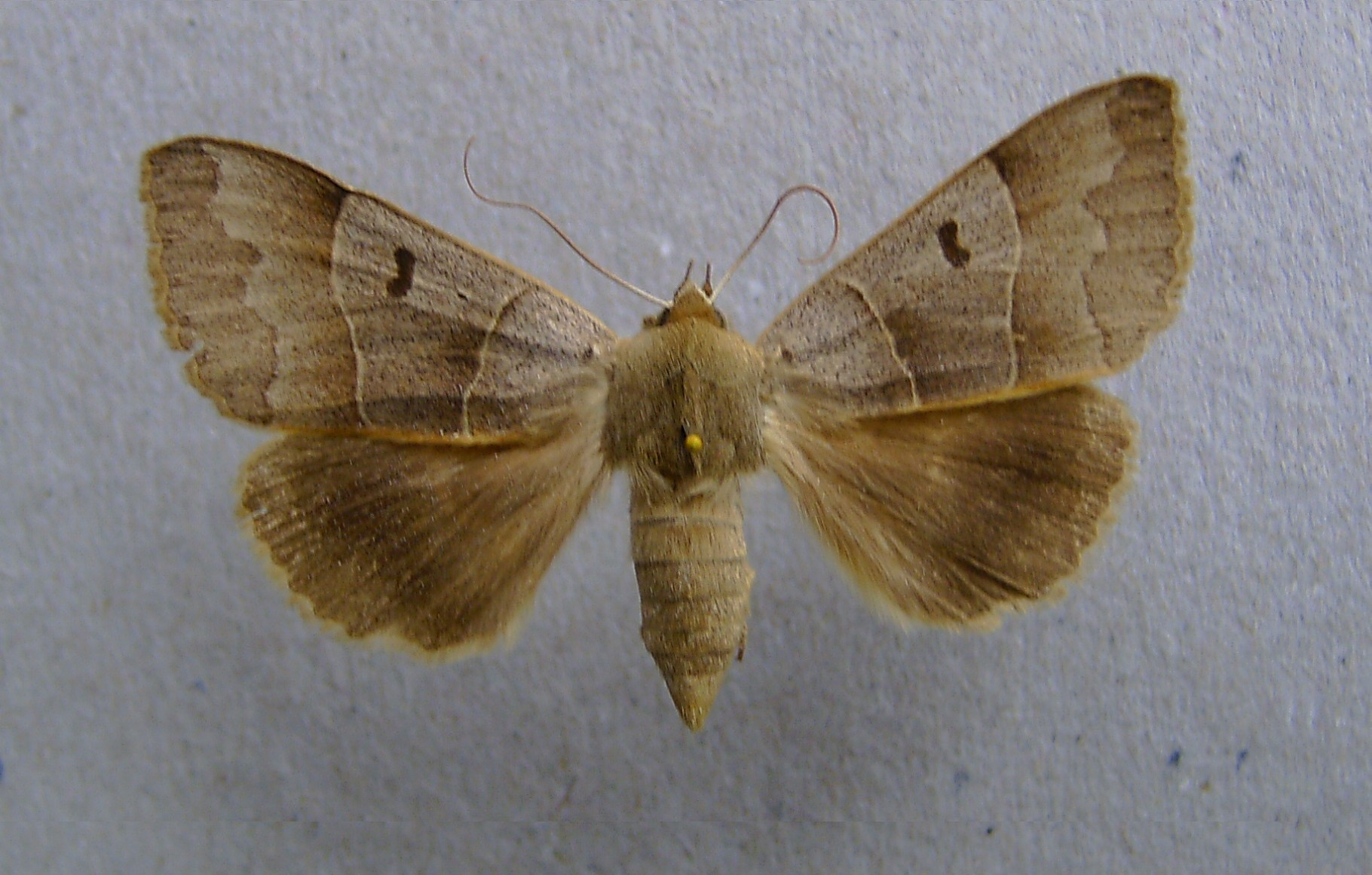